# Leonard Pinkhof
Leonard "Leo" Jehoeda Pinkhof (Amsterdam, 19 juni 1898 - Sobibor, 23 juli 1943) was een Nederlands graficus, illustrator en kunstschilder. 

## Biografie
Pinkhof werd geboren in een Joodse familie in Amsterdam, als zoon van de arts dr. Hermanus Pinkhof en de pianolerares Adeline de Beer. De oudere zus van Pinkhof was de auteur Clara Asscher-Pinkhof.
Pinkhof studeerde aan de Rijksschool voor Kunstnijverheid Amsterdam en de Rijksakademie van beeldende kunsten. Zijn leraren waren onder meer Johannes Josephus Aarts, Willem Retera en Nicolaas van der Waay. Hij vestigde zich in Den Helder waar hij technisch tekenen doceerde aan de ambachtsschool. In 1927 trouwde Pinkhof met Betty Koekoek met wie hij vier kinderen kreeg. Hij was lid van De Onafhankelijken. 

### Tweede Wereldoorlog
In 1940, aan het begin van de Duitse bezetting van Nederland, verloor Pinkhof zijn baan omdat joden niet meer voor niet-joodse instellingen mochten werken. Bovendien namen de Duitsers zijn huis in en werd het gezin gedwongen Den Helder te verlaten. Het gezin verbleef korte tijd in Oudesluis, daarna in 1941 in Amsterdam. In 1943 werden zij overgebracht naar het doorgangskamp Westerbork en vervolgens naar het vernietigingskamp Sobibor in Polen, waar zij werden vermoord.
Pinkhof overleed op 23 juli 1943 op 45-jarige leeftijd.

## Galerij

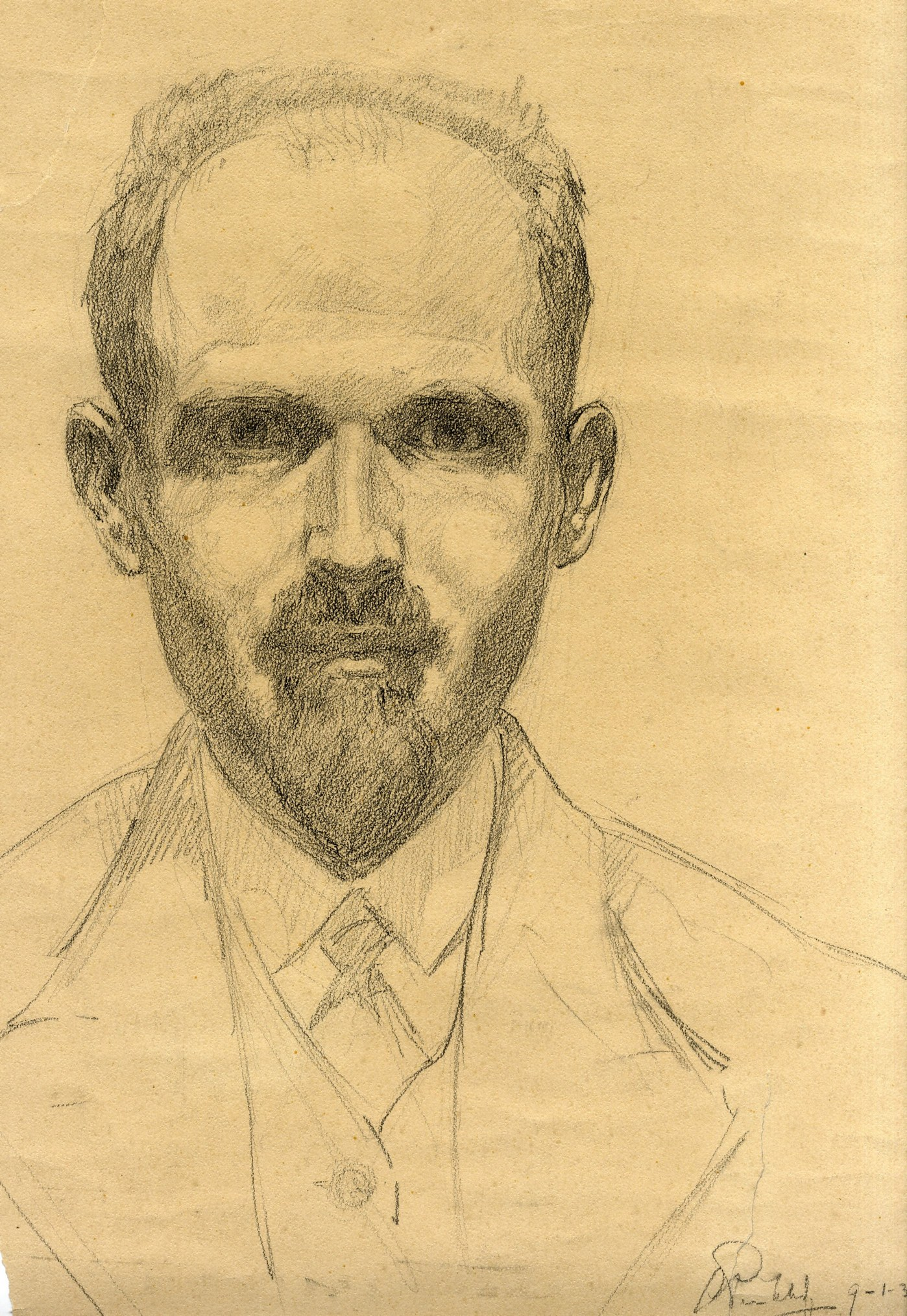
Zelfportret (1933)
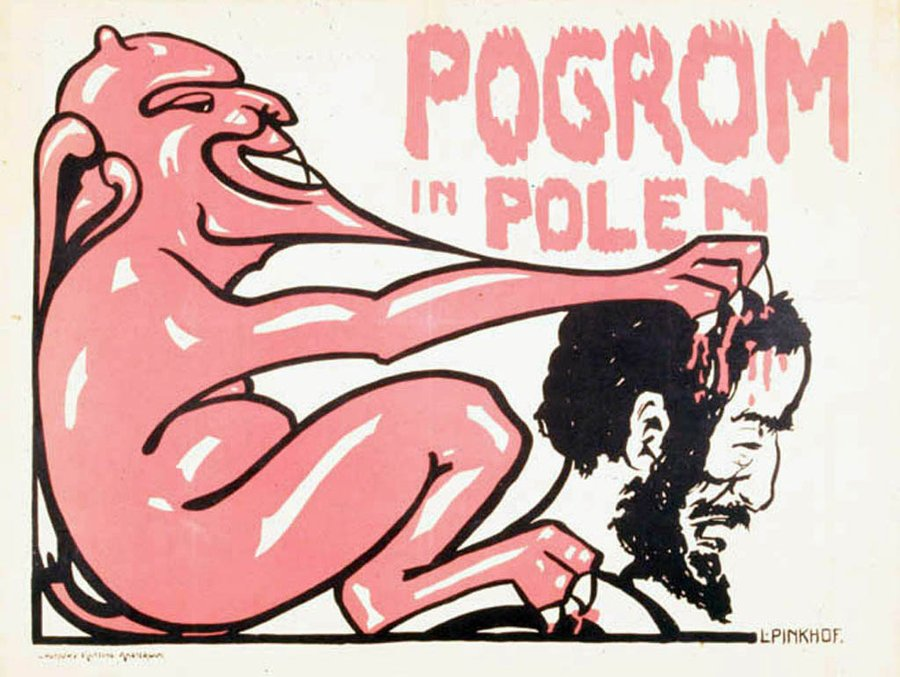
Pogrom in Polen (1919)
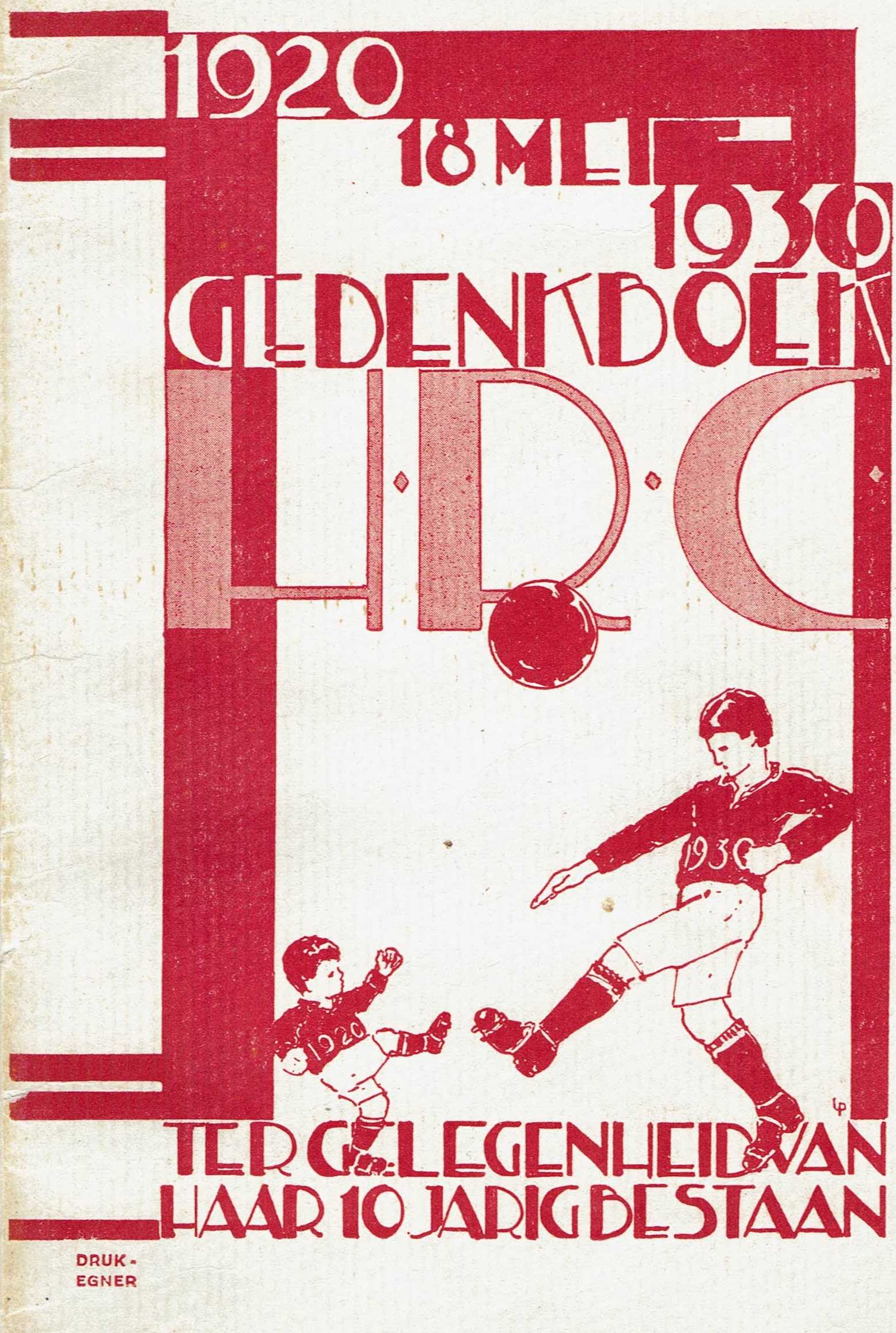
Affiche HRC (1930)

## Tentoonstellingen
- Onze Kunst van Heden, Rijksmuseum Amsterdam, 1939
- Leo Pinkhof: Joods kunstenaar in Den Helder, Nationaal Reddingsmuseum Dorus Rijkers, 1990
- Rebel, mijn hart , Nieuwe Kerk in Amsterdam, 1995

## Eer
In juni 2017 werd een plaquette bevestigd aan het voormalig woonhuis van Pinkhof aan de Soembastraat in Den Helder.